# バリ島フェリー沈没事故
バリ島フェリー沈没事故（ばりとうふぇりーちんぼつじこ）とは、2025年7月3日にインドネシアのバリ島沖で発生した海難事故。

## 概要
乗客53人と乗員12人の計65人、トラック14台を含む自動車22台を乗せたフェリーが、2日遅くに東ジャワ州バニュワンギ港からバリ島に向かって出港した。約30分後、フェリーはバリ島沖で沈没した。少なくとも4人以上の死者が確認されており、30名以上の行方不明者を出している。
20人以上の救助された人達の多くも意識不明や重症で、大きな被害が出ていることを、AP通信が伝えた。今後も被害は拡大する可能性がある。また、日本のインドネシア大使館は日本人の乗客乗員はいなかったと発表した。
現時点で原因は不明だが、現地メディアは当日の波は高かったため、そのことに関係している可能性があると報じた。
現在救助活動も懸命に進められている。